# Concessione Fisher-Miller

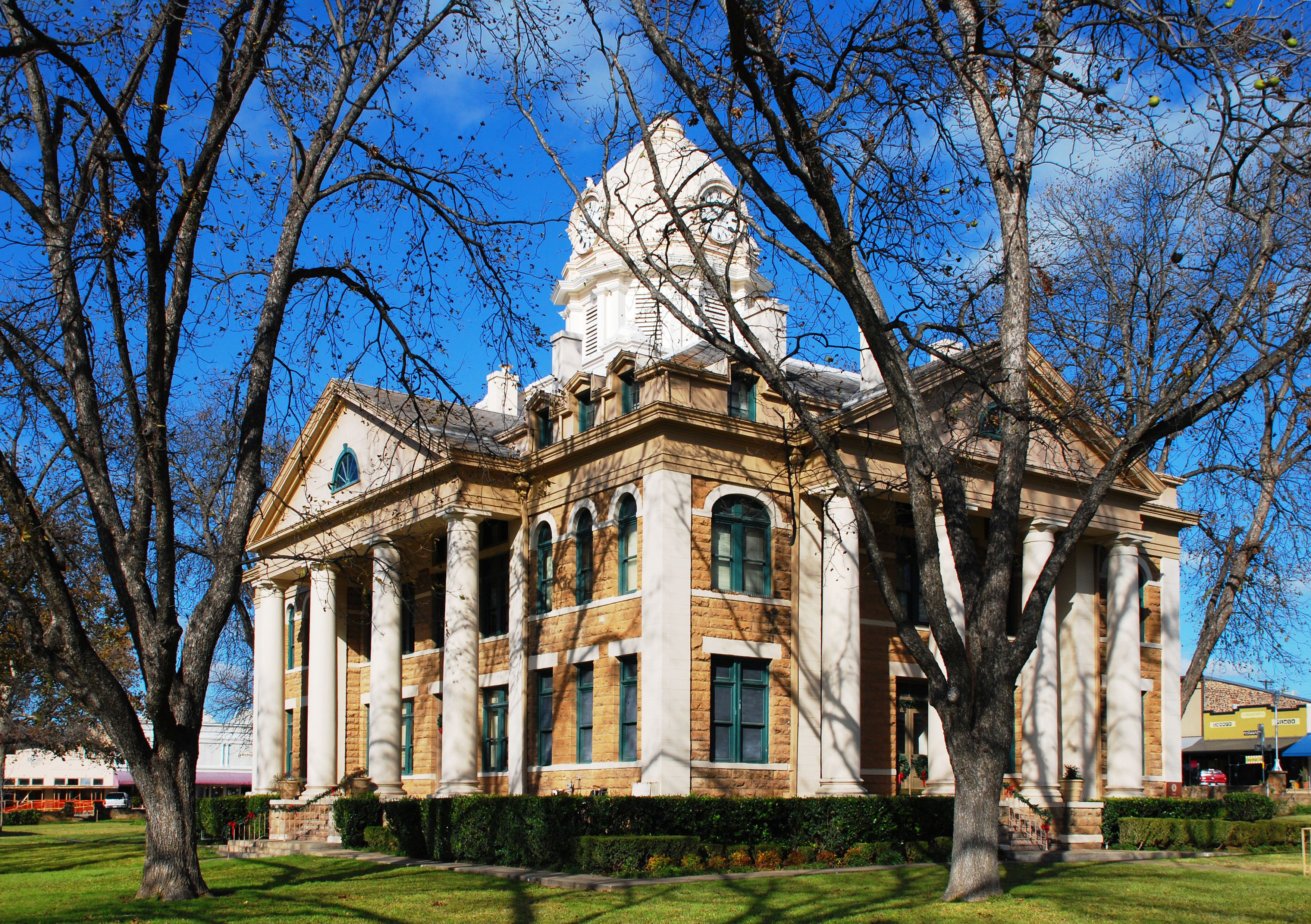
L'edificio tribunale della contea di Mason, un tempo residenza padronale della concessione terriera Fisher–Miller.

La concessione terriera Fisher–Miller fu una concessione di terreni nella Repubblica del Texas. Con un'area di 13.000 km2 di estensione tra il fiume Llano e il fiume Colorado, era una delle maggiori dello stato. Concessa originariamente a Henry Francis Fisher ed a Burchard Miller, la concessione venne poi venduta da questi alla compagnia di coloni tedesca Adelsverein. Ad ogni modo furono pochi i coloni che dalla madrepatria pervennero alla concessione, preferendole insediamenti come Fredericksburg e New Braunfels, al di fuori dei confini del territorio assegnato. Il sito è stato riconosciuto come di importanza storica statale nel 1964.

## Contee nelle quali si estendeva la concessione terriera Fisher–Miller
La concessione terriera Fisher-Miller comprendeva terreni su dieci delle attuali contee del Texas:
- Concho
- Kimble
- Llano
- Mason
- McCulloch
- Menard
- Schleicher
- San Saba
- Sutton
- Tom Green

## La concessione della Repubblica del Texas
La Repubblica del Texas concesse sin dalle sue origini diverse aree per la colonizzazione per favorire l'insediamento di nuove comunità nel paese. L'unica clausola che il governo poneva alla colonizzazione era il tempo, ovvero se entro un anno i nuovi coloni non erano stati in grado di far fruttare la terra ed essere autonomi nel loro insediamento, dovevano abbandonare il sito.

## Fisher e Miller
L'8 febbraio 1842, Henry Francis Fisher, Joseph Baker e Burchard Miller, in rappresentanza della San Saba Colonization Company, chiesero del terreno alla Repubblica del Texas. Il 7 giugno 1842, Henry Francis Fisher e Burchard Miller ricevettero una concessione terriera per insediare 1000 famiglie tedesche, olandesi, svizzere, danesi, svedesi e norvegesi. La concessione divenne nota come Fisher–Miller Land Grant. Il contratto venne rinnovato il 1 settembre 1843 dalla camera dei rappresentanti della Repubblica del Texas. La concessione Fisher–Miller era composta da 13.000 km2 posti tra il fiume Llano e il fiume Colorado, nel cuore della Comancheria. Queste terre costituivano parte del terreno di caccia degli indiani penateka comanche. Fisher e Miller non riuscirono a portare avanti con successo la colonizzazione nel tempo prestabilito, ma riuscirono a ottenere un'espansione della tempistica.

## L'Adelsverein
Quando Fisher e Burchard Miller vendettero infine la concessione all'Adelsverein il 26 giugno 1844, ben sapevano dei pericoli che i coloni avrebbero corso nell'insediarsi in Comancheria, ma non ne informarono l'associazione. Nel contratto di acquisto, l'associazione tedesca si assunse anche l'onere del pagamento dei debiti della San Saba Colonization Company, rendendo Henry Fisher parte della nuova commissione coloniale.
Il primo commissario dell'associazione fu il principe Carlo di Solms-Braunfels ma non ebbe successo nella colonizzazione della concessione terriera. La responsabilità ricadde su John O. Meusebach come suo successore. Meusebach riuscì a negoziare un trattato di pace non governativo coi Penateka Comanche nel 1847.

## La Società dei Quaranta di Darmstadt
I fondatori della Società dei Quaranta di Darmstadt, Hermann Spiess e Ferdinand Ludwig Herff, vennero avvicinati a Wiesbaden dal vicepresidente dell'Adelsverein, il conte Carlo Federico Cristiano di Castell-Castell, che fece con questi un accordo per colonizzare duecento famiglie tedesche nella concessione terriera Fisher–Miller in Texas. In cambio, avrebbero ricevuto 12.000 dollari, viveri, equipaggiamenti e provviste per un anno. Trascorso questo tempo ci si aspettava che i coloni fossero in grado di essere autosufficienti. Emil Kriewitz fu dettagliato nel guidare i coloni lungo i terreni della concessione. Vennero così fondate le città di Castell, Leiningen, Bettina, Schoenburg e Meerholz nella Contea di Llano; Darmstädler Farm nella Contea di Comal e Tusculum nella Contea di Kendall. Di queste, solo Castell fu in grado di sopravvivere.